# Górnośląski Okręg Przemysłowy
Górnośląski Okręg Przemysłowy (GOP) – największy okręg przemysłowy Polski. Obejmuje jednostki przemysłowe w środkowo-wschodniej części województwa śląskiego. Wbrew swojej nazwie obejmuje tereny zarówno części wschodniego Górnego Śląska, jak i części zachodniej Małopolski (Zagłębie Dąbrowskie i część Zagłębia Krakowskiego).
Okręg obejmuje największe miasta skupione w środkowej części województwa śląskiego, czyli tzw. konurbację katowicką oraz otaczające ją tereny uprzemysłowione.
W GOP rozwinięte są: przemysł górniczy, przemysł hutniczy, przemysł transportowy, przemysł energetyczny, przemysł maszynowy, przemysł koksowniczy, przemysł chemiczny.

## Błędne użycie terminu
Termin GOP jest często błędnie traktowany jako synonim konurbacji katowickiej. Chociaż obszary GOP-u i konurbacji katowickiej nakładają się terytorialnie (w stopniu zależnym od rozumienia tych terminów przez osobę ich używającą), są to pojęcia jakościowo odmienne. Okręg przemysłowy to skupisko zakładów i ośrodków przemysłowych, natomiast konurbacja miejska to jedna z form skupienia miast. W konurbacjach i aglomeracjach miejskich jest wiele miast niemających funkcji przemysłowych. W okręgach przemysłowych wiele zakładów przemysłowych znajduje się w miejscowościach formalnie wiejskich.
Termin GOP jest czasem błędnie traktowany jako synonim Górnośląskiego Zagłębia Węglowego.

## Położenie

Fragment GOP sfotografowany 25 marca 1968 przez amerykańskiego satelitę wywiadowczego. Przedstawia obszar od gminy Bierawa, po lewej, przez obszar Gliwic, Chorzowa, Katowic, Dąbrowy Górniczej, aż do skraju Pustyni Błędowskiej po prawej.

Górnośląski Okręg Przemysłowy znajduje się na Wyżynie Śląskiej oraz Kotlinie Oświęcimskiej, w województwie śląskim i częściowo w województwie małopolskim, w dorzeczu górnej Wisły i Odry. Pod względem geologicznym GOP położony jest w północnej części Górnośląskiego Zagłębia Węglowego.

## Gospodarka
Na obszarze GOP od 1996 r. funkcjonują 3 podstrefy Katowickiej Specjalnej Strefy Ekonomicznej mające kilkanaście kompleksów. W porcie Gliwice ustanowiono wolny obszar celny.

### Przemysł wydobywczy

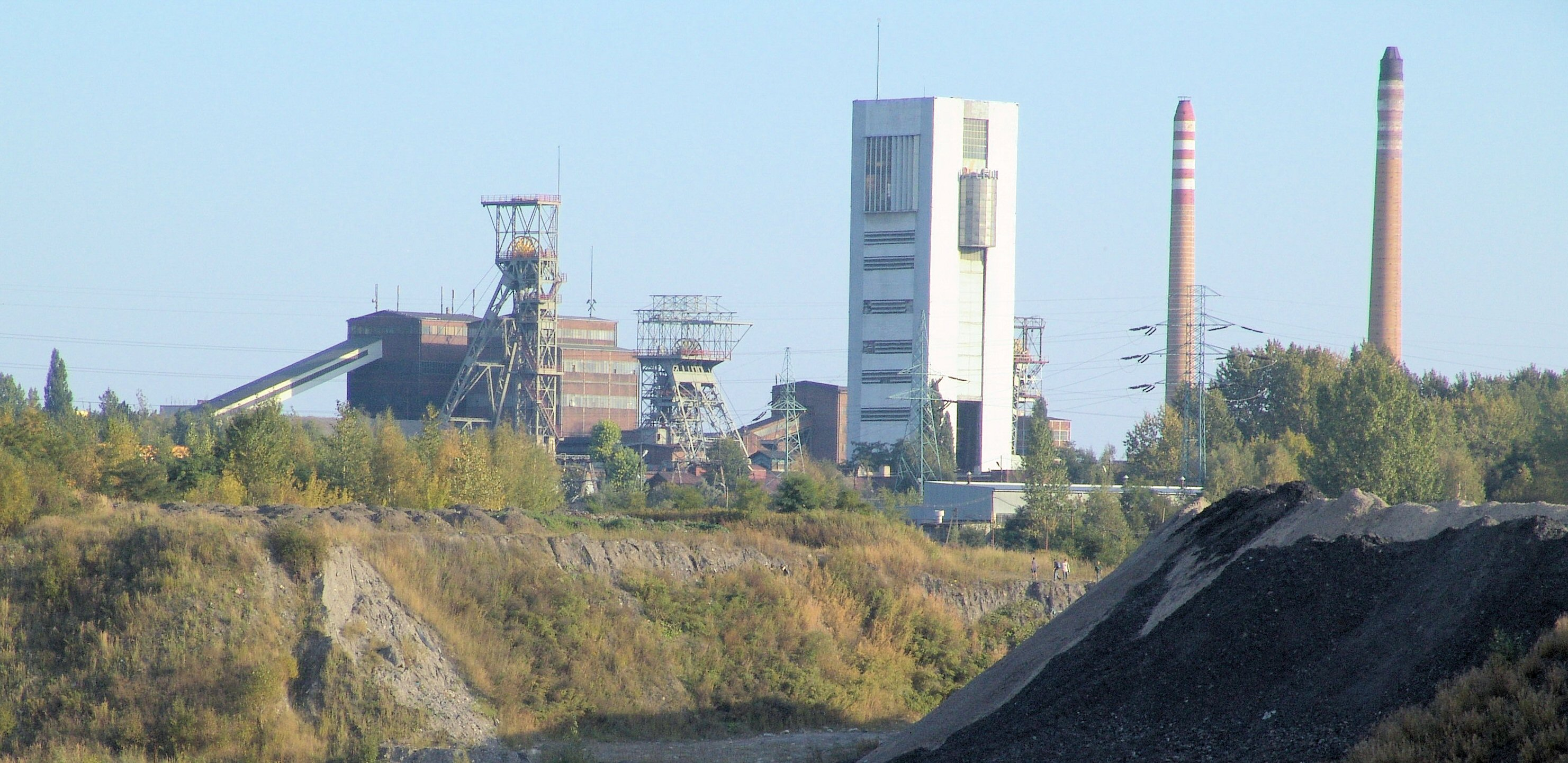
KWK Bobrek-Centrum w Bytomiu

Polska Grupa Górnicza na terenie GOP-u grupuje posiada kopalnie węgla kamiennego: KWK Mysłowice-Wesoła, KWK Murcki-Staszic, KWK Wujek, KWK Ruda (z połączenia KWK Bielszowice, KWK Halemba, KWK Pokój), KWK Piast-Ziemowit, KWK Bolesław Śmiały, KWK Sośnica. Jastrzębska Spółka Węglowa na terenie GOPu posiada kopalnie: KWK Budryk, KWK Knurów-Szczygłowice. Pozostałe kopalnie w GOP to: ZG Sobieski (Tauron), KWK Bobrek-Piekary (Węglokoks), ZG Eko-Plus (dawniej KWK Bytom), ZG Siltech (dawniej KWK Rokitnica). Łącznie na terenie GOPu działa 13 kopalń węgla.

### Przemysł hutniczy

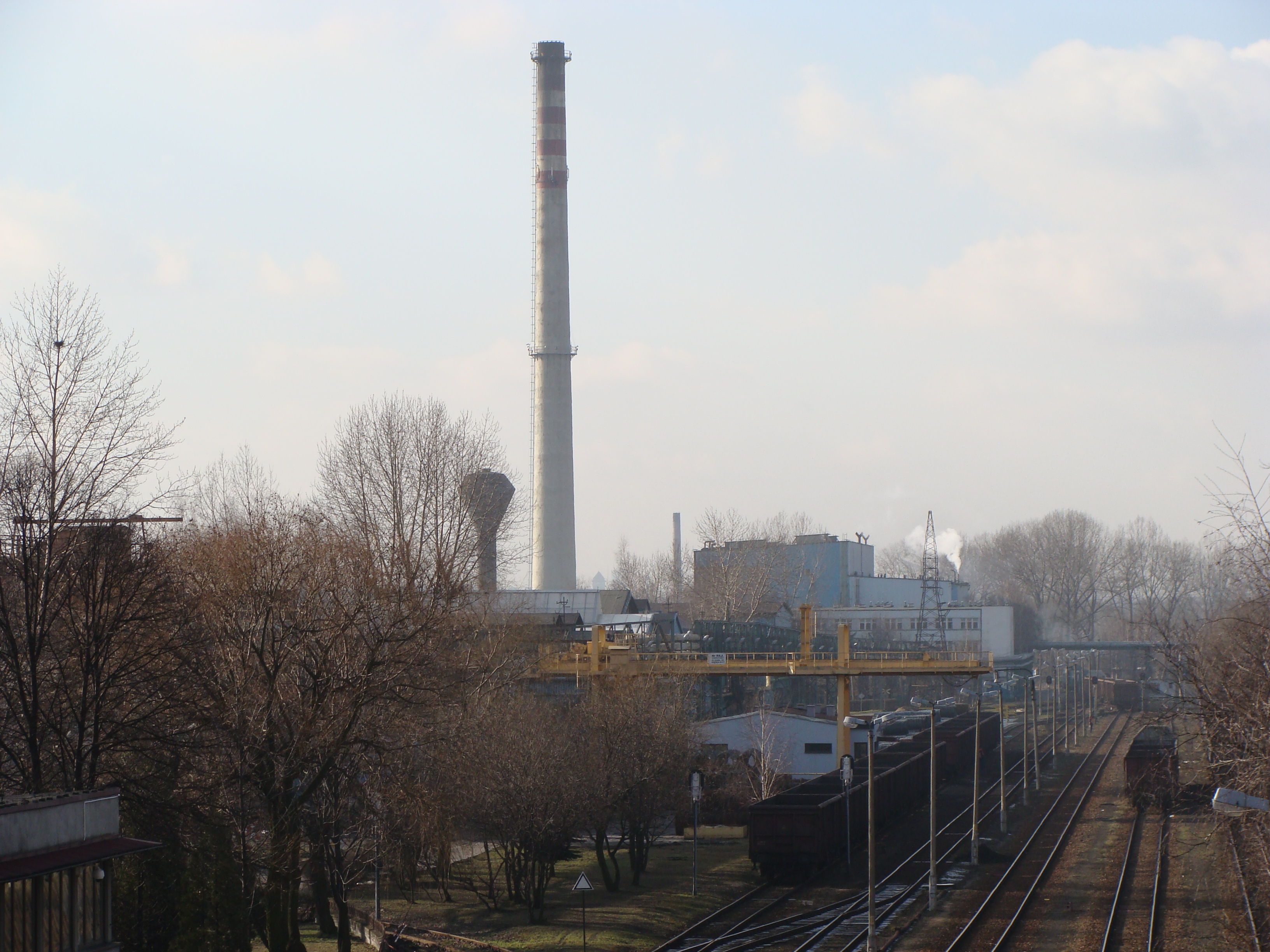
Huta w Sosnowcu

Na terenie GOP znajdują się zakłady przemysłu hutniczego:
- Huta Ferrum w Katowicach, obecnie huta przeróbcza, producent rur stalowych, zbiorników i konstrukcji stalowych,
- Huta Baildon w Katowicach, obecnie sprywatyzowana i podzielona na mniejsze spółki m.in. producent stali na łopatki do turbin, stali nierdzewnej do produkcji noży, stali narzędziowych oraz stopów niklu[3].
- Huta Cedler w Sosnowcu, obecnie producent taśm, prętów i wyrobów walcowanych,
- Huta Katowice w Dąbrowie Górniczej, prowadząca pełny cykl technologiczny produkcji żelaza i stali, obecnie największy zakład metalurgiczny w Polsce
- Huta Bankowa w Dąbrowie Górniczej, obecnie producent kształtowników, prętów i wyrobów walcowanych
- Huta Batory w Chorzowie, producent stali jakościowych i specjalnych, rur bez szwu, wyrobów walcowanych, konstrukcji stalowych
- Huta Kościuszko obecnie sprywatyzowana należy do ArclorMittal, producent wyrobów walcowanych[4]
- Huta Florian w Świętochłowicach sprywatyzowana, obecnie producent blach cienkich powlekanych
- Huta Pokój w Rudzie Śląskiej, obecnie producent wyrobów walcowanych, kształtowników, blach i konstrukcji stalowych
- Huta Zabrze w Zabrzu, obecnie producent odlewów i zakład konstrukcji stalowych
- Huta Łabędy w Gliwicach, obecnie producent konstrukcji stalowych i wyrobów walcowanych, współpracuje ze zbrojownią Bumar Łabędy
- HMN Szopienice w Katowicach, obecnie większość wydziałów została zlikwidowana, a reszta sprywatyzowana, Odlewnia Metali Szopienice Sp. z o.o. – producent wałków i tulei; Baterpol S.A. – producent ołowiu rafinowanego oraz wyrobów walcowanych z ołowiu[5][6].
- ZM Silesia w Katowicach – obecnie w większości zaprzestały działalności, pozostała część należy do spółki ZM Silesia, która produkuje tam anody cynkowe, blachy cynkowe, drut cynkowy oraz systemy rynnowe z cynku.
- Huta Silesia w Świętochłowicach Lipinach – obecnie należy do spółki MetalCo Sp. z o.o. producent wyrobów cynkowych
- Huta Cynku Miasteczko Śląskie w Miasteczku Śląskim, zajmująca 40% krajowej produkcji cynku i 50% krajowej produkcji ołowiu i jego stopów[7]

Obecnie pełny cykl technologiczny produkcji żelaza i stali prowadzony jest jedynie w Hucie Katowice. Pozostałe huty są hutami przeróbczymi (przetwarzają metale otrzymywane w innych hutach) lub zmieniły częściowo profil działalności.

### Przemysł koksowniczy
Koksownia „Przyjaźń” w Dąbrowie Górniczej produkuje 4 rodzaje koksu oraz benzol surowy, surową smołę koksowniczą, siarkę, należy ona do JSW Koks S.A. oddział w Dąbrowie Górniczej. W ramach JSW Koks S.A. oddział w Radlinie działają także: Koksownia Jadwiga i Koksownia Radlin. Ponadto koks produkuje też Spółka z o.o. Koksownia Carbo-Koks w Bytomiu.

### Przemysł energetyczny

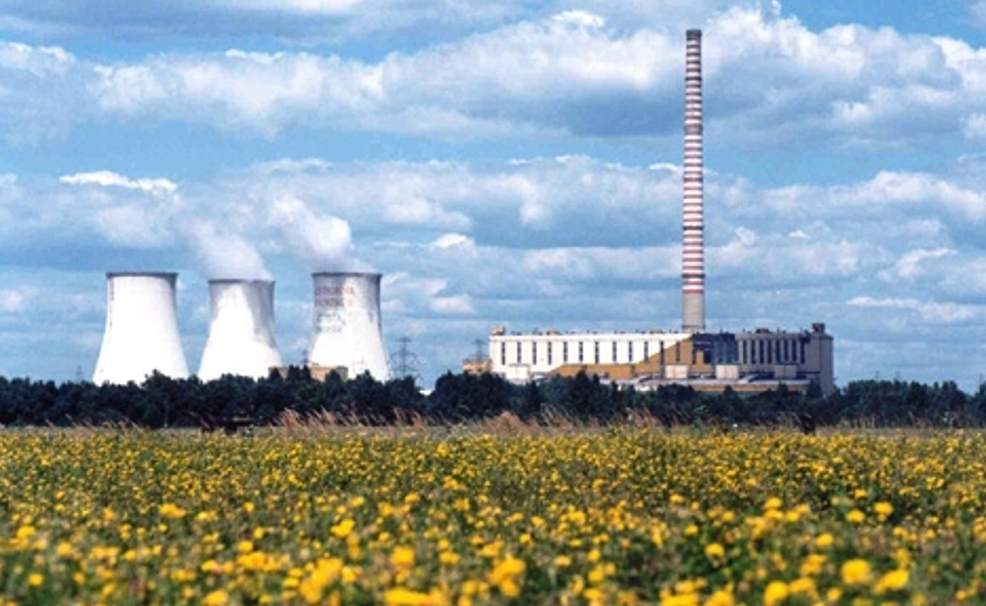
Elektrownia Jaworzno III

Południowy Koncern Energetyczny z grupy Tauron Polska Energia posiada w GOP 5 elektrowni (Jaworzno II, III, Siersza, Łagisza, Łaziska) oraz Elektrociepłownię Katowice.
Ponadto Elektrociepłownia Tychy i Elektrociepłownia EC Nowa w Dąbrowie Górniczej mające kilku właścicieli.

### Przemysł chemiczny
W Katowicach znajdują się zakłady chemii gospodarczej – Katowickie Zakłady Chemii Gospodarczej „Pollena-Savona”, produkujące ponad 100 produktów chemicznych i kosmetycznych.
W Chorzowie znajdowały się Zakłady Chemiczne Hajduki, które zajmowały się produkcją farb i lakierów. Ponadto w Chorzowie mieszczą się zakłady azotowe produkujące towary nawozowe, produkty chemii technicznej, dodatki do żywności oraz podtlenek azotu wykorzystywany w chemii medycznej.

### Przemysł środków transportu
W obrębie GOP znajdują się dwie fabryki samochodów: GM w Gliwicach i Fiat w Tychach. W Chorzowie zakład posiada producent pojazdów szynowych Alstom Konstal. W Gliwicach ma miejsce także produkcja na potrzeby wojska poprzez Bumar Łabędy. W Siemianowicach Śląskich Wojskowe Zakłady Mechaniczne produkują transportery opancerzone Rosomak.

## Transport

### Komunikacja miejska

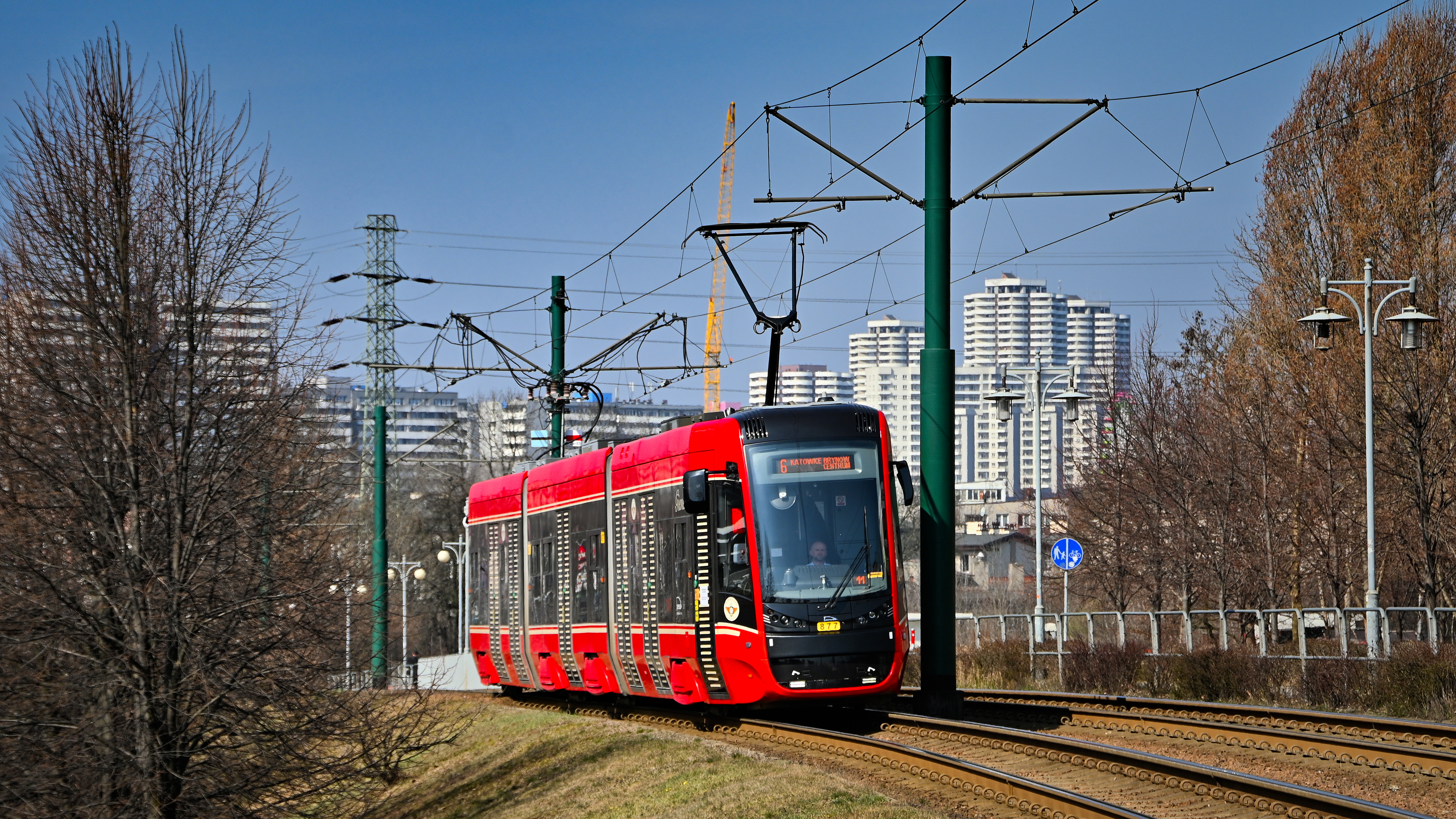
Katowice, tramwaj Pesa Twist relacji Katowice-Chorzów-Bytom

Na terenie GOP-u funkcjonuje rozwinięta komunikacja miejska w postaci autobusów i tramwajów. Większość linii autobusowych i wszystkie tramwajowe organizuje ZTM. Linie autobusowe na zlecenie ZTM w większości obsługują komunalne Przedsiębiorstwa Komunikacji Miejskiej (największe są w Katowicach, Gliwicach, Sosnowcu i Tychach) oraz liczne przedsiębiorstwa prywatne, wszystkie tramwajowe zaś Tramwaje Śląskie. W Tychach funkcjonuje transport autobusowy i trolejbusowy.

### Transport kolejowy
Przez dworzec główny w Katowicach przejeżdżają pociągi dalekobieżne, zapewniające połączenia ze wszystkimi największymi miastami w Polsce oraz z Czechami, Słowacją, Węgrami i Austrią.
Lokalne przewozy kolejowe zapewniają Koleje Śląskie, które umożliwiają dojazd do innych miast województwa m.in. Częstochowy, Rybnika czy Bielska-Białej.

### Transport drogowy

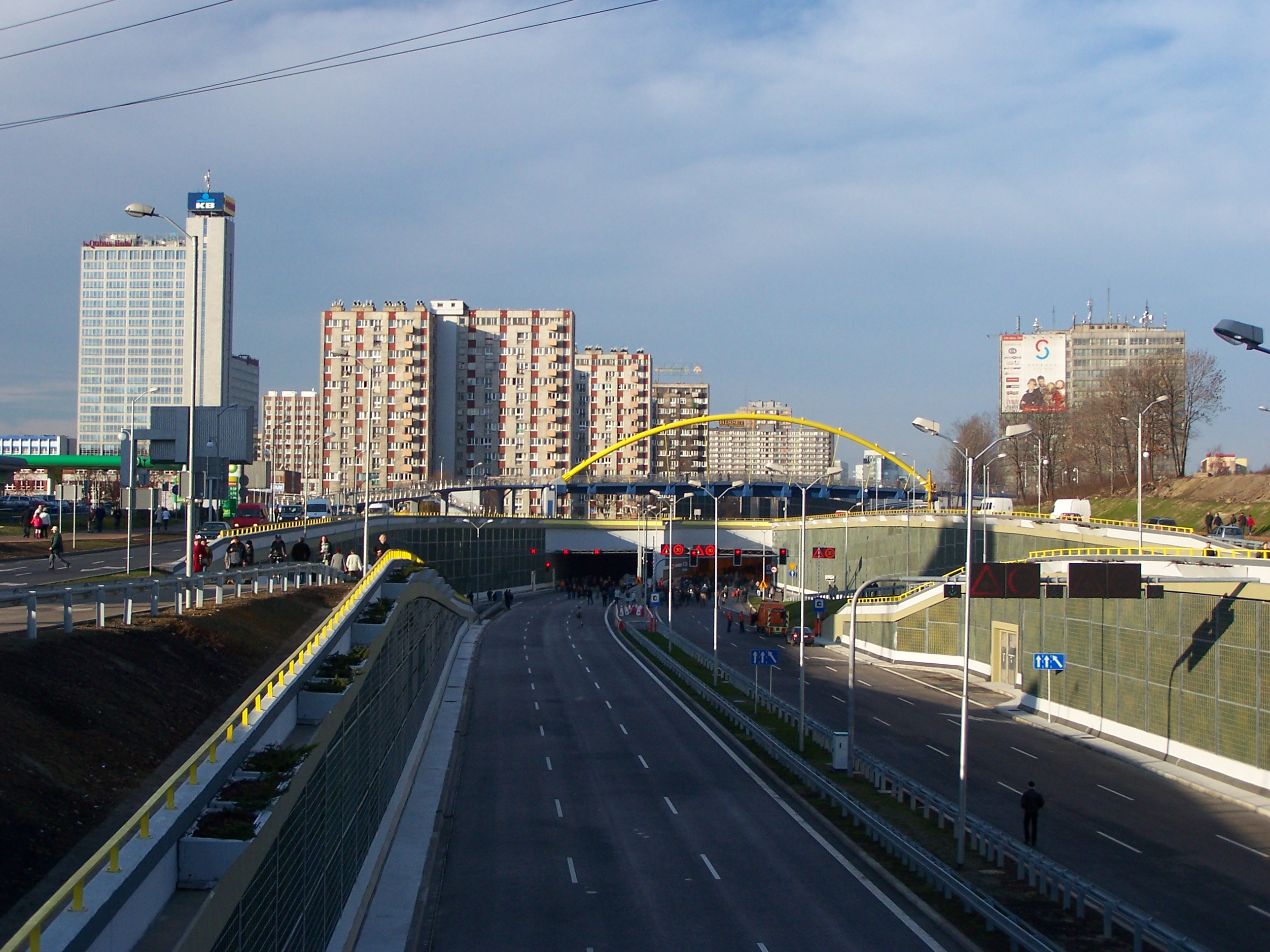
Drogowa Trasa Średnicowa w Katowicach

Górnośląski Okręg Przemysłowy znajduje się na skrzyżowaniu szeregu drogowych szlaków komunikacyjnych. Silnie rozwinięta jest tu również sieć dróg. Biegną tędy dwie trasy europejskie: E40 (Francja-Rosja) oraz E75 (Norwegia-Grecja), 2 autostrady oraz kilkanaście dróg krajowych i dróg wojewódzkich.
| Droga                    | Połączenia GOP                                                                                                  |
| ------------------------ | --- |
| autostrada A1            | Gdańsk – Toruń – Łódź – Częstochowa – GOP – ROW – granica z Czechami                                            |
| autostrada A4            | granica z Niemcami – Legnica – Wrocław – Opole – GOP – Kraków – Tarnów – Rzeszów – Korczowa – granica z Ukrainą |
| droga ekspresowa S1      | węzeł "Pyrzowice" - GOP - Oświęcim - Bielsko-Biała - Żywiec - granica ze Słowacją                               |
| droga krajowa nr 78      | granica z Czechami – Wodzisław Śląski – Rybnik – GOP – Pyrzowice – Zawiercie – Jędrzejów                        |
| droga krajowa nr 79      | Warszawa – Sandomierz – Kraków – GOP                                                                            |
| droga krajowa nr 1       | Piotrków Trybunalski – GOP - Bielsko-Biała - granica ze Słowacją                                                |
| droga krajowa nr 81      | Katowice – Mikołów – Łaziska Górne – Żory – Skoczów – Harbutowice                                               |
| droga krajowa nr 86      | Podwarpie – Psary – Będzin – Sosnowiec – Katowice – łączy się z DK1 w Tychach                                   |
| droga krajowa nr 94      | Zgorzelec – Wrocław – Opole – GOP – Olkusz – Kraków – Tarnów – Rzeszów – Korczowa                               |
| Drogowa Trasa Średnicowa | Katowice – Chorzów – Świętochłowice – Ruda Śląska – Zabrze – Gliwice                                            |

Miasta GOP-u mają również wiele bezpośrednich połączeń PKS z wszystkimi regionami kraju.

### Transport lotniczy
W GOP-ie w odległości około 30 km na północ od centrum Katowic znajduje się międzynarodowy port lotniczy Katowice-Pyrzowice. W 2005 obsłużył 1,1 mln pasażerów, w 2006 ponad 1,4 mln, a w roku 2007 blisko 2 mln. Port posiadał roczną przepustowość 3,6 mln pasażerów, jeden terminal cargo oraz 2800-metrową drogę startową.

### Transport wodny

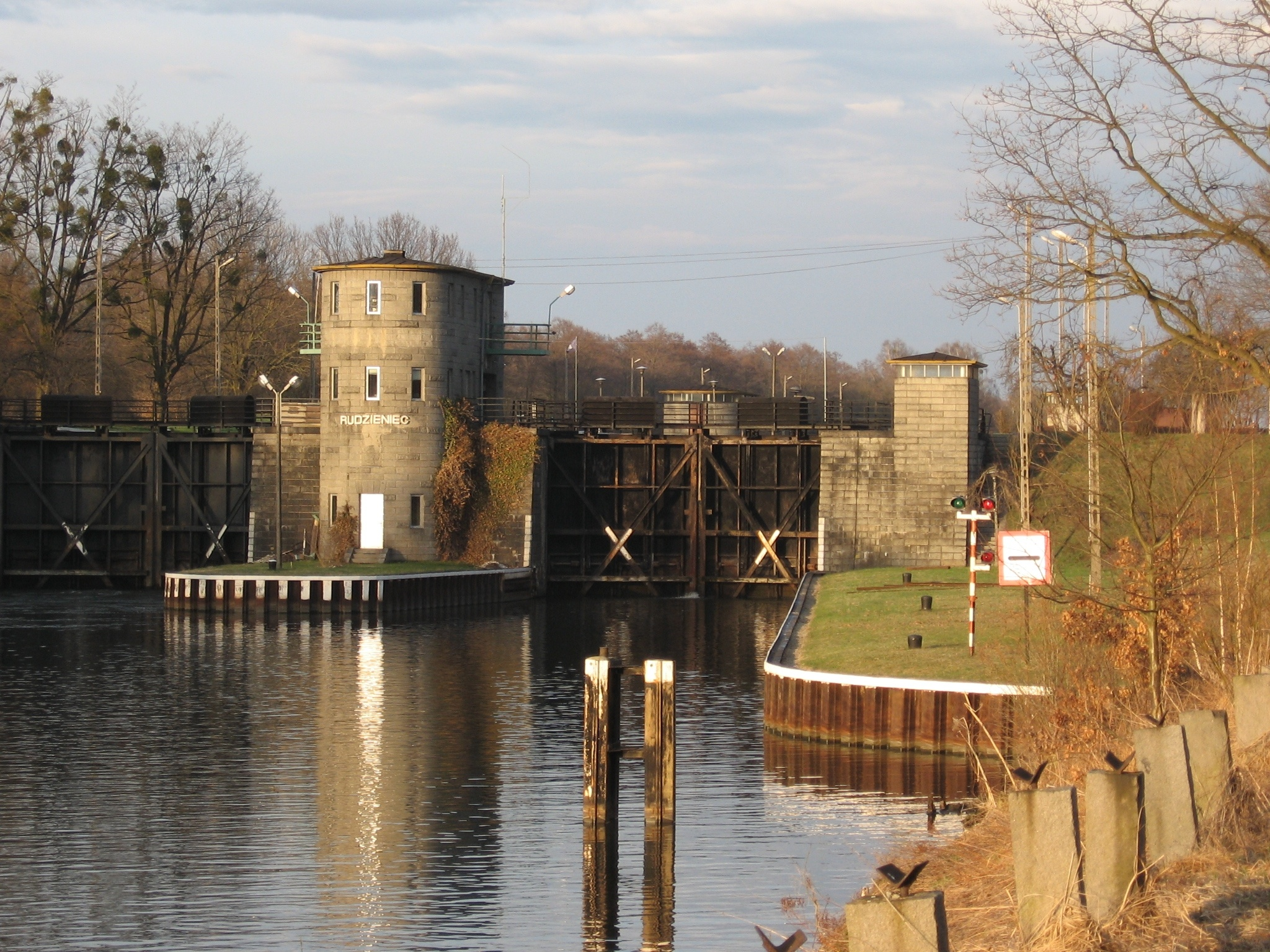
Śluza Rudziniec na Kanale Gliwickim

Port Gliwice obecnie wraz ze stacją kolejową, terminalem celnym, wolnym obszarem celnym, bazą magazynową, parkingami i biurami jest jednym z elementów Śląskiego Centrum Logistyki.
Port Gliwice poprzez sieć kanałów i rzekę Odrę połączony jest z siecią kanałów niemieckich (Berlin) oraz morzem Bałtyckim.
- Kanał Gliwicki
- Port Gliwice
- Kanał Kłodnicki

## Antropopresja
Według raportu WIOŚ z 2005 r. na całym obszarze centralnej i wschodniej części GOP (od Bytomia i Rudy Śląskiej po Dąbrowę Górniczą) zaobserwowano w górnej warstwie gleby – wartości podatności magnetycznej większe niż 100×10−5 jednostek SI, co oznacza przekroczenie wartości dopuszczalnych w przypadku przynajmniej jednego metalu. Związane jest to z wpływem antropopresji przemysłowej wywołanej depozycją pyłów przemysłowo-miejskich.
W raporcie Państwowego Instytutu Geologicznego z 2005 r. dotyczącego wód podziemnych wykazano, że Górnośląski Okręg Przemysłowy jest obszarem silnie deficytowym w wodę, bez użytkowych poziomów wodonośnych. GOP jest w znacznym stopniu poddany silnej antropopresji, co objawia się zmianą chemizmu wód. Ponadto rozwój przemysłu i eksploatacja górnicza oznacza także drenaż wód podziemnych.